# Into the Unknown (Mercyful Fate-album)
 For alternative betydninger, se Into the Unknown. (Se også artikler, som begynder med Into the Unknown)
Into the Unknown er det femte studiealbum af det danske heavy/"First wave" black metal-band Mercyful Fate. Det blev udgivet i 1996.

## Spor
1. "Lucifer" – 01:29
2. "The Uninvited Guest" – 04:14
3. "The Ghost of Change" – 05:41
4. "Listen to the Bell" – 03:57
5. "Fifteen Men (And a Bottle of Rum)" – 05:05
6. "Into the Unknown" – 06:34
7. "Under the Spell" – 04:42
8. "Deadtime" – 03:15
9. "Holy Water" – 04:32
10. "Kutulu (The Mad Arab Part Two)" – 05:17

Bonusnummer på japansk udgave
1. "The Ripper (Judas Priest cover)" – 2:57

Bonusnummer på remaster fra 1997
1. "Curse Of The Pharaohs (live)" (oprindeligt fra ep'en The Bell Witch) – 04:24